# 進藤亮佑
進藤亮佑（日语：／ Shindo Ryosuke，1996年6月7日—），日本足球運動員，日本國家足球隊成員，司職後衛，現效力日職球隊大阪櫻花。

## 俱樂部生涯
进藤亮佑至今入选了三个年龄段的国家队，是日本U19足球代表队成员。
出身于札幌青训的进藤亮佑，2015年从札幌U18升入一队，从2016年开始逐渐成长为球队主力，上赛季以后卫身份为球队贡献了6个进球。
本赛季进藤亮佑从开幕开始，连续12轮首发出场，至今出场21次，后在10月10日与湘南比马的比赛中受伤后再未出场，其右后卫的位置被具有国家队经验的田中骏汰顶替。
札幌冈萨多的后卫进藤亮佑下赛季将转会到大阪樱花。据了解目前俱乐部之间已经达成共识，交涉基本结束，预计近日官宣。

## 國家隊生涯
第26届格林纳钦杯小组赛第二轮，日本U18足球代表队依靠中后卫进藤亮佑在最后一分钟的进球，1-0绝杀希腊取得两连胜。
在11月份的国际友谊赛首次被选入日本国家足球队，但是作为国家队球员没有获得出场机会。

## 外部連結
- 進藤 亮佑 - 北海道コンサドーレ札幌オフィシャルサイト
- 進藤亮佑的X（前Twitter）
- Jリーグ選手名鑑 （页面存档备份，存于）